# کازویا کوجیما
کازویا کوجیما (انگلیسی: Kazuya Kojima؛ زادهٔ ۱۶ ژوئیهٔ ۱۹۷۲) بازیگر اهل ژاپن است.